# Coppa Sabatini 2006
La Coppa Sabatini 2006, cinquantaquattresima edizione della corsa e valevole come prova del circuito UCI Europe Tour 2006 categoria 1.1, si svolse il 5 ottobre 2006 per un percorso totale di 197,7 km. Fu vinta dall'italiano Giovanni Visconti che giunse al traguardo con il tempo di 4h55'43", alla media di 40,113 km/h.
Presero il via 116 ciclisti, 68 di essi tagliarono il traguardo.

## Ordine d'arrivo (Top 10)
| Pos. | Corridore          | Squadra       | Tempo    |
| ---- | ------------------ | ------------- | -------- |
| 1    | Giovanni Visconti  | Milram        | 4h55'43" |
| 2    | Ruggero Marzoli    | Lampre        | s.t.     |
| 3    | Enrico Gasparotto  | Liquigas      | s.t.     |
| 4    | Sergio Marinangeli | Naturino      | s.t.     |
| 5    | Simone Masciarelli | Acqua & Sap.  | s.t.     |
| 6    | Rinaldo Nocentini  | Acqua & Sap.  | s.t.     |
| 7    | Luca Solari        | 3C-Androni    | s.t.     |
| 8    | Matteo Carrara     | Lampre        | s.t.     |
| 9    | Riccardo Riccò     | Saunier Duval | s.t.     |
| 10   | Eddy Ratti         | Naturino      | s.t.     |